# Sven Schmid (Eishockeyspieler)
Sven Schmid (* 27. Januar 1969) ist ein ehemaliger Schweizer Eishockeyspieler, der als Verteidiger spielte.

## Karriere
Sven Schmid begann seine Karriere als Eishockeyspieler beim EHC Biel, für den er von 1986 bis 1989 in der Nationalliga A aktiv war. Anschliessend wechselte er für zwei Spielzeiten zum SC Lyss aus der Nationalliga B, bevor er wieder zum EHC Biel zurückkehrte, mit dem er in der Saison 1994/95 in die NLB abstieg. Dort spielte er bis zum Ende seiner Laufbahn im Anschluss an die Saison 2001/02 für den EHC Biel.